# Hermann-Duncker-Medaille

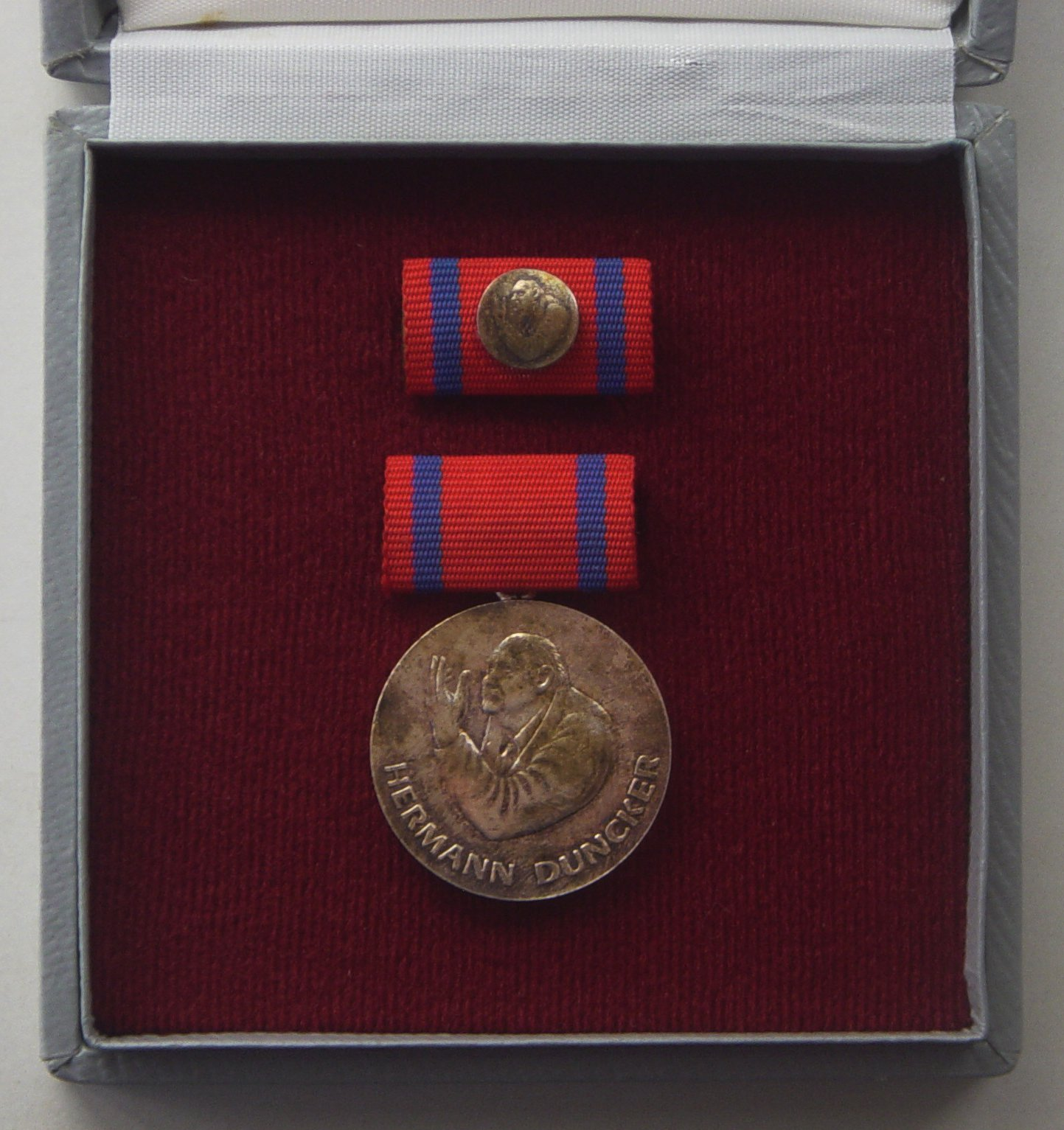
Interimspange und Medaille (versilbert, mit Silbersulfid angelaufen)

Die Hermann-Duncker-Medaille war eine nichtstaatliche Auszeichnung des Freien Deutschen Gewerkschaftsbundes (FDGB) der Deutschen Demokratischen Republik (DDR), welche 1972 durch den FDGB in einer Stufe gestiftet wurde. Die Verleihung erfolgte für hervorragende Verdienste bei der klassenmäßigen Erziehung der jungen Generation im Sinne des Sozialismus.

## Aussehen und Trageweise
Die versilberte Medaille mit einem Durchmesser von 30 mm zeigt auf ihrem Avers mittig das Bildnis Hermann Dunckers, umschlossen von der unteren halbkreisförmigen Umschrift: HERMANN DUNCKER. Das Revers der Medaille zeigte die siebenzeilige Inschrift: FÜR / VERDIENSTE / BEI DER / KLASSENMÄSSIGEN / ERZIEHUNG / DER / JUGEND und darunter das Symbol des FDGB.
Getragen wurde die Medaille an der oberen linken Brustseite an rechteckigen 25 mm breiten rot bezogenen Spange in welches beidseitig 3 mm vom Saum entfernt ein 3 mm breiter blauer Streifen eingewebt war. Die Interimsspange war von gleicher Beschaffenheit und zeigte zusätzlich eine 10 mm durchmessende silberne Miniatur des Avers der Medaille.